# نووروسیه (کنفدراسیون)
نووروسیه (روسی: Новороссия، آوانگاری Novorossiya اوکراینی: Новоросія، آوانگاری: Novorosiya)، یا اتحادیه جماهیر خلق (روسی: Сою́з наро́дных респу́блик، آوانگاری Soyuz Narodnykh Respublik؛ اوکراینی: Союз народних республік, Soyuz Narodnykh Respublik) یک کنفدراسیون پیشنهادی روسیه شامل کشور خود خواندهٔ جمهوری خلق دونتسک (DPR) و جمهوری خلق لوهانسک (LPR) در شرق اوکراین بود که هر دو مرز اوکراین با روسیه را کنترل می‌کردند. اوکراین کنفدراسیون را به عنوان یک مجموعه دروغین تعیین کرد و آن را در ناحیه عملیات ضد تروریستی قرار داد.
در حال حاضر دو جمهوری تشکیل دهنده کنفدراسیون هیچ شناسایی دیپلماتیکی ندارند و اوکراین آنها را سازمان‌های تروریستی محسوب می‌کند. ایجاد نووروسیه در تاریخ ۲۲ مه ۲۰۱۴ اعلام شد. و یک ماه بعد سخنگویان هر دو جمهوری، ادغام خود را به «اتحادیه جماهیر خلق» اعلام کردند. ظرف مدت یک سال این پروژه به حالت تعلیق درآمد، در تاریخ ۱ ژانویه ۲۰۱۵، رهبران بنیانگذار اعلام کردند که این پروژه به تعویق افتاده‌است و در تاریخ ۲۰ مه اعضای تشکیلات خودگردان، انحلال پروژه سیاسی را اعلام کردند.